# ジモドルフェスタ
ジモドルフェスタは、2013年よりコンビニエンスストアローソンによって開催されているキャンペーン。

## 概要
地域に根差して活動するご当地アイドル"ジモドル"とタイアップし、地域性のある商品開発と品揃えを進め、地域の活性化に貢献を目的としている。ライブイベント開催のほか、各地域のコラボ商品の発売、１日店長などのキャンペーンが実施されている。

## キャンペーン

### 関東甲信越限定 ローソンプレゼンツ ジモドルフェスタ 2013 SUMMER
- キャンペーン期間 2013年6月11日 - 6月24日
- ライブイベント 2013年8月25日 SHIBUYA-AX
- 参加アイドル
  - とちおとめ25（栃木県）[4]
  - オトメ☆コーポレーション（長野県）[5]
  - FUJI SAKURA塾（山梨県）[6][7]
  - Pinkish（埼玉県）[8]
  - KGY40Jr.（千葉県）[9]
  - ナチュラルポイント（神奈川県）[10]
  - AKAGIDAN（群馬県）[11]
  - しもんchu（茨城県）[12]
  - Angel Generation（新潟県）[13]
  - palet（東京都）
  - アップアップガールズ（仮）（東京都）

### 東北限定 ローソンプレゼンツ ジモドルフェスタ 2014 WINTER
- キャンペーン期間 2014年1月7日 - 1月27日[14]
- ライブイベント 2014年3月9日 ゼビオアリーナ仙台
- 参加アイドル
  - Party Rockets（宮城県）[15]
  - りんご娘（青森県）[16]
  - SCK GIRLS（宮城県）[17]
  - さくらんぼんBom（山形県）[18]
  - pramo（秋田県）[19]
  - chairmans（岩手県）[20]
  - アイくるガールズ（福島県）[21]
  - Loveit!（福島県）[22]
  - Dorothy Little Happy（宮城県）[23]

### 近畿限定 ローソンプレゼンツ ジモドルフェスタ 2014 WINTER
- キャンペーン期間 2014年2月4日 - 2月17日[24]
- ライブイベント 2014年3月30日 森ノ宮ピロティホール
- 参加アイドル
  - たこやきレインボー（大阪府）[25]
  - 加茂川マコト（京都府）[26]
  - Le Siana（奈良県）[27]
  - FrilL FleuR（滋賀県）[28]
  - TnyGinA（和歌山県）[29]
  - Especia（大阪府）[30]
  - いずこねこ（大阪府）[31]
  - KOBerrieS♪（兵庫県）[32]
  - Dancing Dolls（大阪府）[33]

### 中部限定 ローソンプレゼンツ ジモドルフェスタ 2014 SPRING
- キャンペーン期間 2014年4月22日 - 5月5日[34]
- ライブイベント 2014年6月28日 新栄ダイアモンドホール[35]
- 参加アイドル
  - OS⭐︎U（愛知県）[36]
  - Jumpin'（石川県）[37]
  - 4-sails（三重県）[38]
  - 天下布舞!岐阜姫軍団（岐阜県）[39]
  - Vienolossi（富山県）[40]
  - 3776（静岡県）[41]
  - せのしすたぁ（福井県）[42]
  - しず風&絆〜KIZUNA〜（愛知県）[43]

### 7県合同企画 ローソンプレゼンツ ジモドルフェスタ 2014 WINTER
- キャンペーン期間 2014年11月25日 - 12月22日[44]
- ライブイベント 2015年2月7日 TOIRO（さいたまスーパーアリーナ内）
- 参加アイドル
  - こけぴよ（埼玉県）[45]
  - 水戸ご当地アイドル（仮）（茨城県）[46]
  - あかぎ団/AKAGIDAN（群馬県）
  - とちおとめ25（栃木県）
  - RYUTist（新潟県）[47]
  - オトメ☆コーポレーション（長野県）
  - ぶどう党（山梨県）[48]

### 中部限定 ローソンプレゼンツ ジモドルフェスタ 2015 WINTER
- キャンペーン期間 2015年1月13日 - 2月2日[49]
- ライブイベント 
  - 東海エリア 2015年2月22日 Zepp名古屋
  - 北陸エリア 2015年3月1日 金沢8ホール
- 参加アイドル
  - しず風&絆〜KIZUNA〜（愛知県）
  - OS⭐︎U（愛知県）
  - KSG/亀山シャイニングガールズ（三重県）[50]
  - 岐阜濃Know姫隊（岐阜県）[51]
  - H&A.（静岡県）[52]
  - Vienolossi（富山県）
  - Jumpin'（石川県）
  - せのしすたぁ（福井県）

### 東北限定 ローソンプレゼンツ ジモドルフェスタ 2015 SUMMER
- キャンペーン期間 2015年7月7日 - 7月26日[53]
- ライブイベント 
  - 南東北エリア 2015年9月26日 LIVE STUDIO RIPPLE
  - 北東北エリア 2015年9月27日 CLUB CHANGE WAVE
- 参加アイドル
  - りんご娘（青森県）[54]
  - chairmans（岩手県）[55]
  - pramo（秋田県）[56]
  - SCK GIRLS（宮城県）[57]
  - さくらんぼんBom（山形県）[58]
  - アイくるガールズ（福島県）[59]